# 21. februar
21. februar je 52. dan leta v gregorijanskem koledarju. Ostaja še 313 dni (314 v prestopnih letih).

## Dogodki
- 1848 – v Londonu izide Komunistični manifest
- 1916 – začetek bitke za Verdun
- 1921 – Poljska in Francija podpišeta vojaški pakt
- 1933 – odprtje ljubljanskega Nebotičnika
- 1974 – Edwin Land v New York City predstavi prvi instant kamero
- 1974 – Zbor narodov Zvezne skupščine SFRJ razglasi novo zvezno ustavo
- 1991 – slovenski parlament sprejme resolucijo o sporazumni razdružitvi SFRJ

## Rojstva
- 1591 – Girard Desargues, francoski matematik, geometer († 1661)
- 1703 – Shah Waliullah, indijski islamski teolog in sufi († 1762)
- 1763 – Stanoje Glavaš, srbski hajduk in heroj prve srbske vstaje († 1815)
- 1779 – Friedrich Carl von Savigny, nemški pravnik († 1861)
- 1791 – Carl Czerny, avstrijski pianist, skladatelj († 1857)
- 1801 – John Henry Newman, angleški teolog, katoliški kardinal, traktarijanec († 1890)
- 1823 – Pierre Laffitte, francoski filozof († 1903)
- 1836 – Léo Delibes, francoski skladatelj († 1891)
- 1837 – Magnus O. Nyrén, švedski astronom († 1921)
- 1844 – Charles-Marie-Jean-Albert Widor, francoski organist, skladatelj († 1937)
- 1864 – Albin Belar, slovenski seizmolog († 1939)
- 1877 – Ivan Vavpotič, slovenski slikar († 1943)
- 1886 – France Stelé, slovenski umetnostni zgodovinar († 1972)
- 1893 – Andrés Segovia, španski kitarist († 1987)
- 1915 – 
  - Anton Vratuša, slovenski politik in publicist († 2017)
  - Jevgenij Mihajlovič Lifšic, ruski fizik († 1985)
- 1921 – John Rawls, ameriški filozof († 2002)
- 1922 – Uroš Krek, slovenski skladatelj († 2008)
- 1924 – Robert Mugabe, zimbabvejski politik († 2019)
- 1925 –
  - Tom Gehrels, nizozemsko-ameriški astronom († 2011)
  - Sam Peckinpah, ameriški filmski režiser († 1984)
- 1926 – Lojze Krakar, slovenski pesnik († 1995)
- 1936 – Barbara Jordan, ameriška političarka, odvetnica († 1996)
- 1940 – Peter Gethin, britanski avtomobilistični dirkač († 2011)
- 1946 – Alan Rickman, angleški gledališki in filmski igralec († 2016)
- 1962 – Chuck Palahniuk, ameriški pisatelj
- 1969 – Petra Kronberger, avstrijska alpska smučarka
- 1979 – Jennifer Love Hewitt, ameriška igralka in pevka
- 1987 – Ashley Greene, ameriška filmska in televizijska igralka
- 1992 – Nik Škrlec, slovenski dramski igralec in televizijski voditelj

## Smrti
- 1072 – Peter Damiani, italijanski kardinal, teolog in cerkveni učitelj (* 1006)
- 1184 – Minamoto Jošinaka, poglavar klana Minamoto, šogun (* 1154)
- 1513 – Giuliano della Rovere - Julij II., papež italijanskega rodu (* 1443)
- 1571 – Lodovico Castelvectro, italijanski literarni kritik (* 1505)
- 1677 – Baruch Spinoza, nizozemski filozof judovskega rodu (* 1632)
- 1912 – Osborne Reynolds, angleški inženir, fizik (* 1842)
- 1938 – George Ellery Hale, ameriški astronom (* 1868)
- 1965 – Malcolm Little - El Hadž Malik El Šabaz - Malcolm X, ameriški aktivist (* 1925)
- 1968 – Howard Walter Florey, avstralski patolog, nobelovec 1945 (* 1898)
- 1984 –
  - France Avčin, slovenski elektroinženir (* 1910)
  - Mihail Aleksandrovič Šolohov, ruski pisatelj, nobelovec 1965 (* 1905)
- 1991 – Margot Fonteyn, angleška balerina (* 1919)
- 1993 – Inge Lehmann, danska seizmologinja, geofizičarka (* 1888)
- 1999 – Gertrude B. Elion, ameriška farmakologinja, biokemičarka, nobelovka 1988 (* 1918)

## Prazniki in obredi
- mednarodni dan maternega jezika

## Goduje
- sveta Irena
- sveta Eleonora
- sveti Peter Damiani